# Battlegroup 107
Die Battlegroup 107 oder BG-107 ist eine EU Battlegroup unter Führung Deutschlands und unter Beteiligung der Niederlande und Finnlands. Seit 2010 gehören auch Österreich und Litauen der Battlegroup an. Der am 1. Januar 2007 aufgestellte und in Potsdam stationierte Verband hat eine Stärke von 1500 Soldaten.